# Идан, Окран
Окра́н Ко́нни А́йдан (англ. Ocran Conney Idan; род. 27 февраля 1996, Кумаси, Гана) — ганский футболист, полузащитник.

## Карьера
В 2013 году стал игроком «Харт оф Лайонз» у себя на родине. Также играл в ганских клубах «Медеама» и «Ашанти Голд».
В феврале 2018 года перешёл в таджикский «Куктош».
В сентябре 2018 года перешёл в клуб из Кипра «Генджлик Гюджю». В октябре 2020 года подписал контракт с «Тюрк Оджаги».
В марте 2021 года стал игроком «ЦСКА» из Душанбе. Дебютировал в Высшей лиге Таджикистана в матче против «Хатлона».